# Съветизация на българската икономика
Съветизацията на българската икономика се провежда от 1948 г. до 1953 г. Периодът е белязан с ускорена индустриализация на страната и силно икономическо и финансово обвързване на страната със СССР.

## Начало на индустриализацията на НРБ
Разривът между Югославия и СССР е ясен знак, че той няма да позволи на останалите страни в Източна Европа да създадат обществен и стопански модел, различен от съветския. Това кара политическото ръководство на Народна република България да пристъпи към прилагане на съветския икономически модел.
Установява се пряко ръководена от централната власт планова икономика с акцент върху производството на средства за производство, а не на стоки за потребление. Усилено се развива тежката промишленост. Още през Първата петилетка (1949 – 1953 г.) се планува съотношението между селско стопанство и промишленост да се промени на 55:45.
С цел да се изпълни начертаният стопански курс, се прилага съветският опит – стахановски методи за преизпълнение на норми, развитие на бригадирското движение и пр. Въпреки на места безспорния трудов ентусиазъм стопанските мероприятия се изпълняват при огромни лишения за цялото население.
Краят на 1940-те и началото на 1950-те години са обявени за преломни за стопанското развитие на НРБ. Изградени са редица нови предприятия и мощности – например Химкомбинатът в Димитровград и Металургичният завод в Перник.

## Стопанско и финансово обвързване със СССР
Бурната индустриализация и възстановяването на икономиката на страната изисква сериозен финансов ресурс, който страната не притежава. През юни 1947 г. САЩ лансира плана Маршал, който е отхвърлен от съветските сателити.
При създалата се обстановка единственият възможен кредитор на НРБ остава СССР. През юли 1947 г. той отпуска стоков кредит от 20 млн. щатски долара на България при 3% годишна лихва, погасяем чрез български стоки. Следващият месец НРБ получава стоков кредит от СССР в размер на 25 млн. щ. дол., със срок за погасяване 7 г. и отново 3% годишна лихва. Кредитът е предвиден да се ползва за развитие на азотноторовото и миннодобивното производство. Година по-късно кредит в размер от 40 млн. щ. дол. се получава за изграждането на металургичен комбинат в Перник.
През януари 1949 г. се полагат основите на Съвета за икономическа взаимопомощ, чиято цел е да изолира стопански Югославия и да засили търговията на източноевропейските страни със СССР. Продължава получаването на съветски кредити с цел индустриализацията на страната – само за 1949 г. сумата им възлиза на 60 млн. щ. дол. Макар финансовите параметри на кредитите да са изгодни – ниска лихва, гратисни периоди, разплащане с изделия на българското стопанство, изпълнението им често е трудно. Част от съветските машини и оборудване, получено по кредитите, са с ниско качество и не отговарят на съвременните изисквания. Огромният износ по обслужването на тези кредити изолира българската икономика от другите пазари. Делът на българската търговия със Западна Европа катастрофално спада.
В сериозен проблем за българската страна се превръща силно завишеният курс на съветската рубла спрямо българския лев. Според някои български специалисти курсът на рублата е завишен около шест пъти.
Мащабната инвестиционна политика на правителството не се финансира само чрез външни кредити, а и посредством вътрешни заеми. Липсата на пазарни механизми и стремежът да се изпълняват количествените параметри в плана са причина за тежко положение в редица предприятия. Често се произвеждат стоки без нужното качество, без реално приложение в икономиката и бита на населението. Расте задлъжнялоста между предприятията. Появява се инфлация.
Последното кара правителството да предприеме поредна обмяна на парите през май 1952 г., с което са намалени спестяванията и наличните пари в населението. Обмяната на парите особено силно засяга селското население. То е поставено в извънредно тежко положение и поради намалените изкупни цени на селскостопанската продукция. При това положение селяните започват масово да търсят живот и препитание в градовете. Започналата миграция към градовете, освен че обезлюдява селските райони, води до промяна на градската среда, до нейната рустификация.
Провежданият курс в икономиката до смъртта на Сталин води до изключително финансово напрежение за гражданите, като реално чрез изземането на голяма част от спестяванията им се финансира ускорената индустриализация на страната. Значителните съветски кредити не могат да облекчат положението в стопанството и финансите поради завишения курс на рублата и често ниското качество на съветските изделия.